# Valja Balkanska
Valja Mladenova Balkanska (Bulgaars: Валя Младенова Балканска), geboren als Fejme Kestebekova (Bulgaars: Фейме Кестебекова) (Arda (Smoljan), 8 januari 1942), is een Bulgaars volksmuziekzangeres uit het Rodopegebergte. Ze werd geboren in het dorpje Arda (Smoljan) als dochter van een familie van Pomaken. Balkanska staat plaatselijk vooral bekend om haar brede repertoire van volksliederen uit de Balkan, maar in het Westen voornamelijk bekend is vanwege het zingen van het lied "Izlel ye Delyo Haydutin", onderdeel van de Voyager Golden Record die is opgenomen in het Voyagerprogramma van 1977.
In 2002 werd de zangeres geëerd met de Orde van de Stara Planina (hoogste onderscheiding in Bulgarije) voor haar bijdragen aan de Bulgaarse muziek.
- Gemeinsame Normdatei: 131416480
- International Standard Name Identifier: 0000 0000 4247 8863
- Library of Congress Control Number: n93107264
- MusicBrainz: 1ed945ce-0e37-405b-8bfa-1f4f965aaadc
- Virtual International Authority File: 4150647
- WorldCat: E39PBJd8bJtCctJt8DHchb3RKd